# Sybra lineatipennis
Sybra lineatipennis là một loài bọ cánh cứng trong họ Cerambycidae.